# Châteaubourg, Ille-et-Vilaine

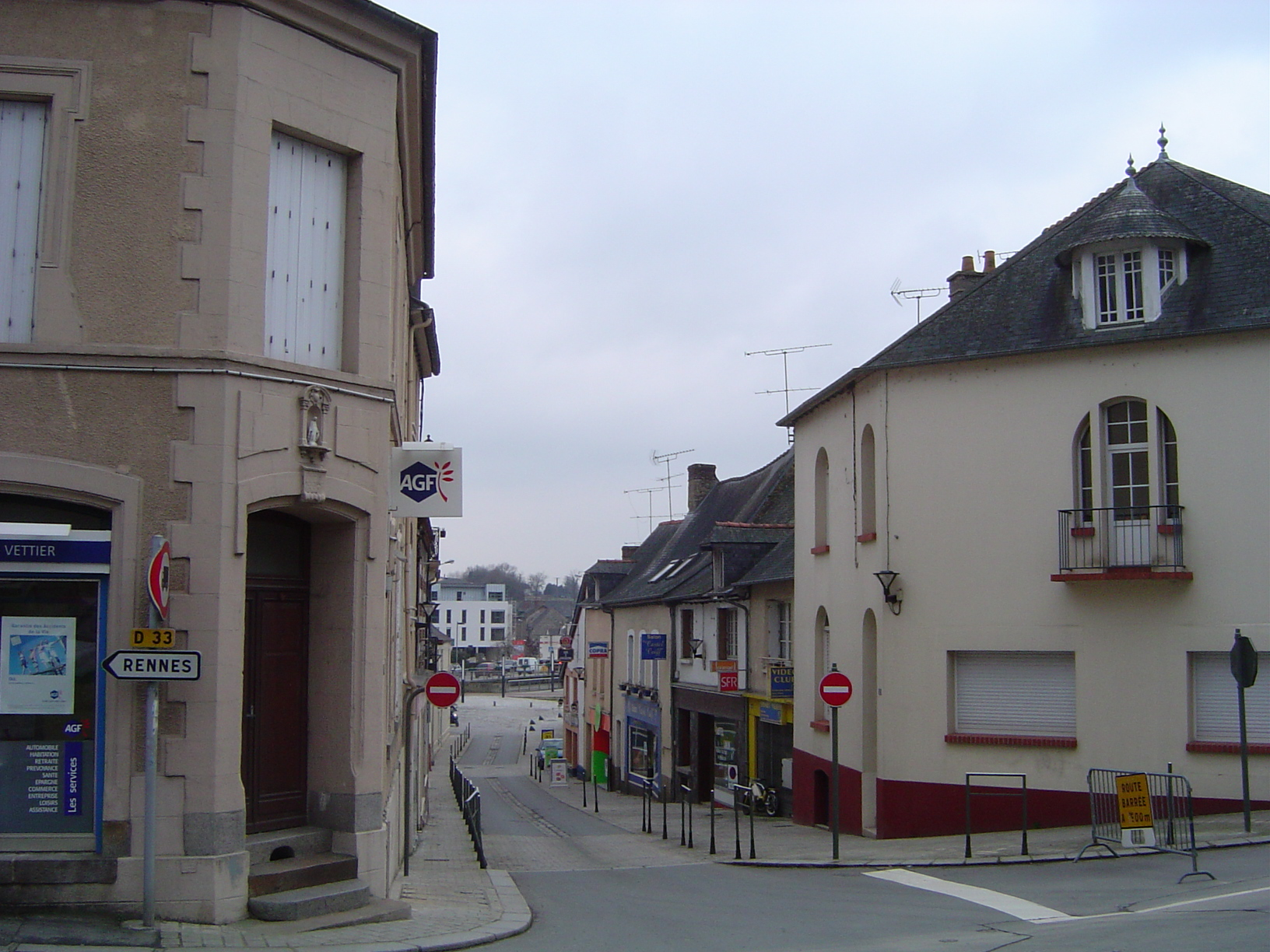
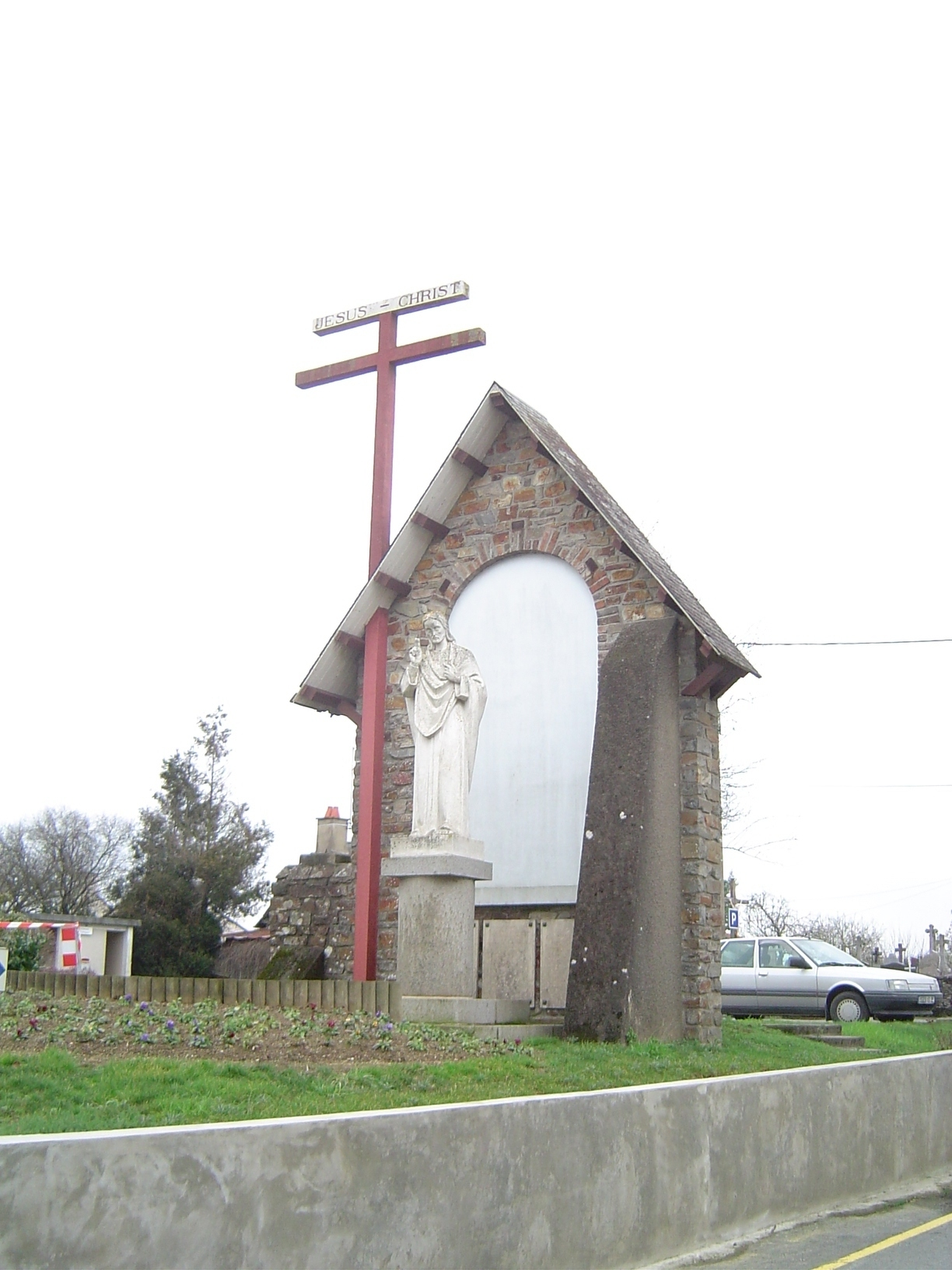
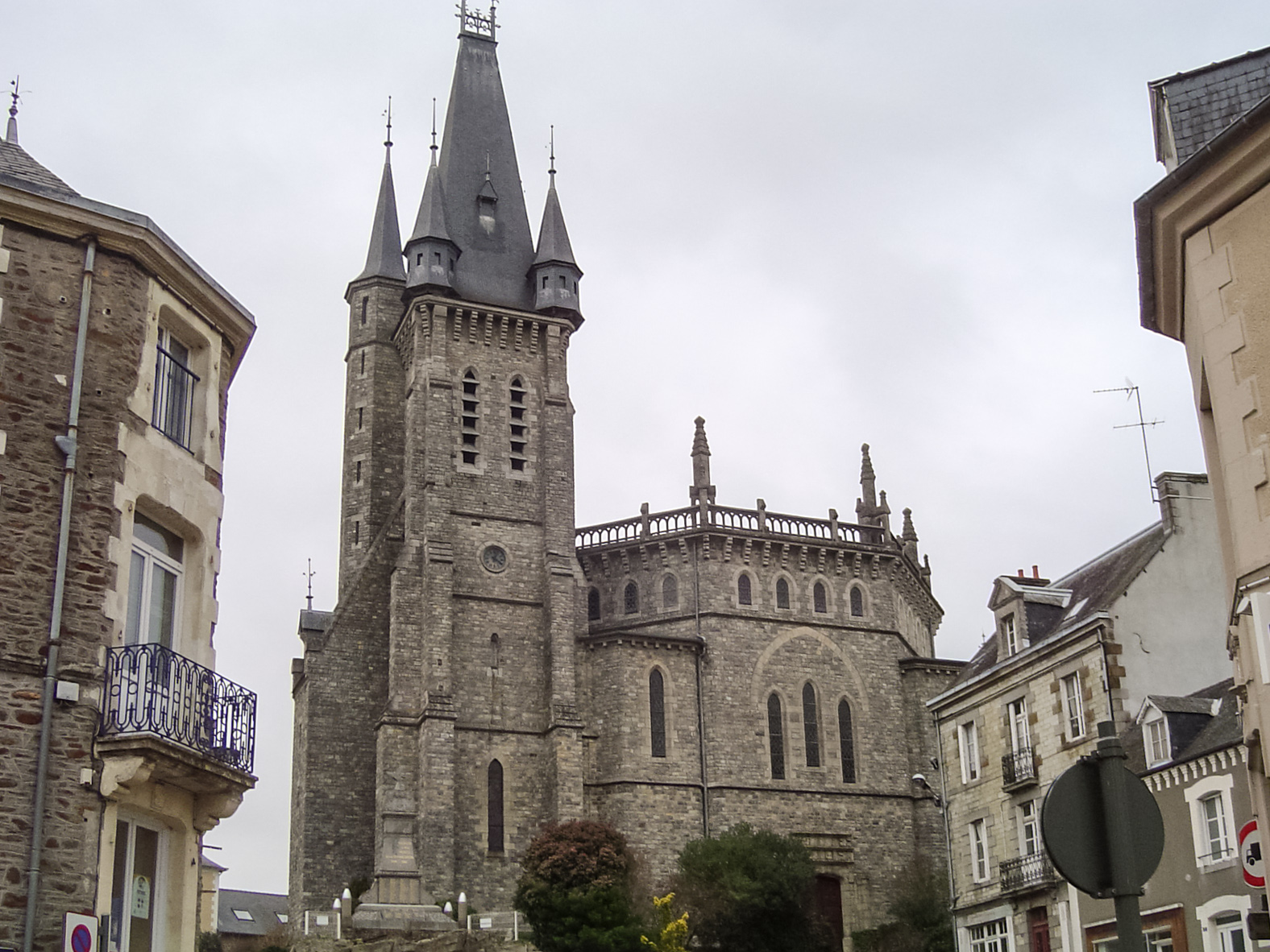
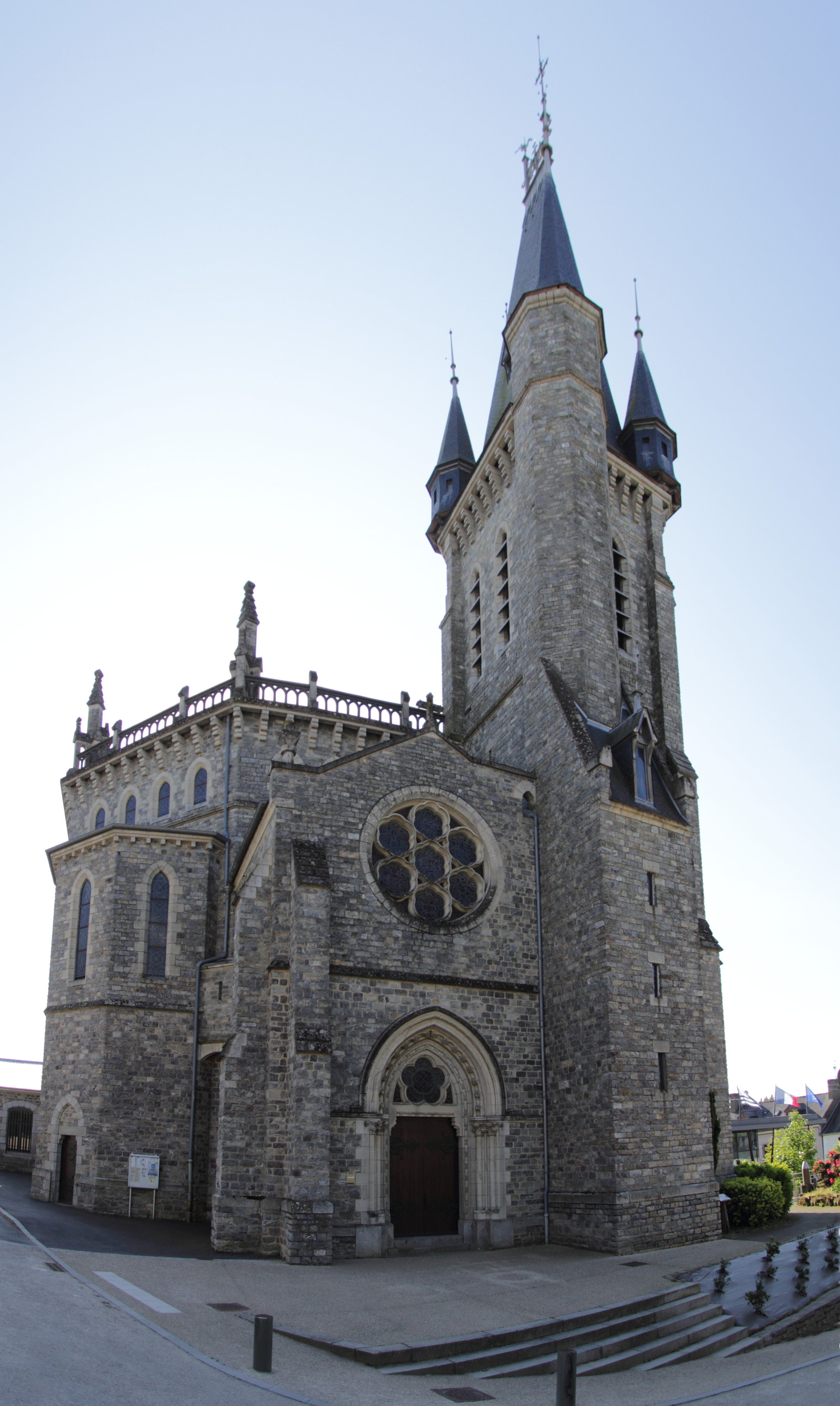
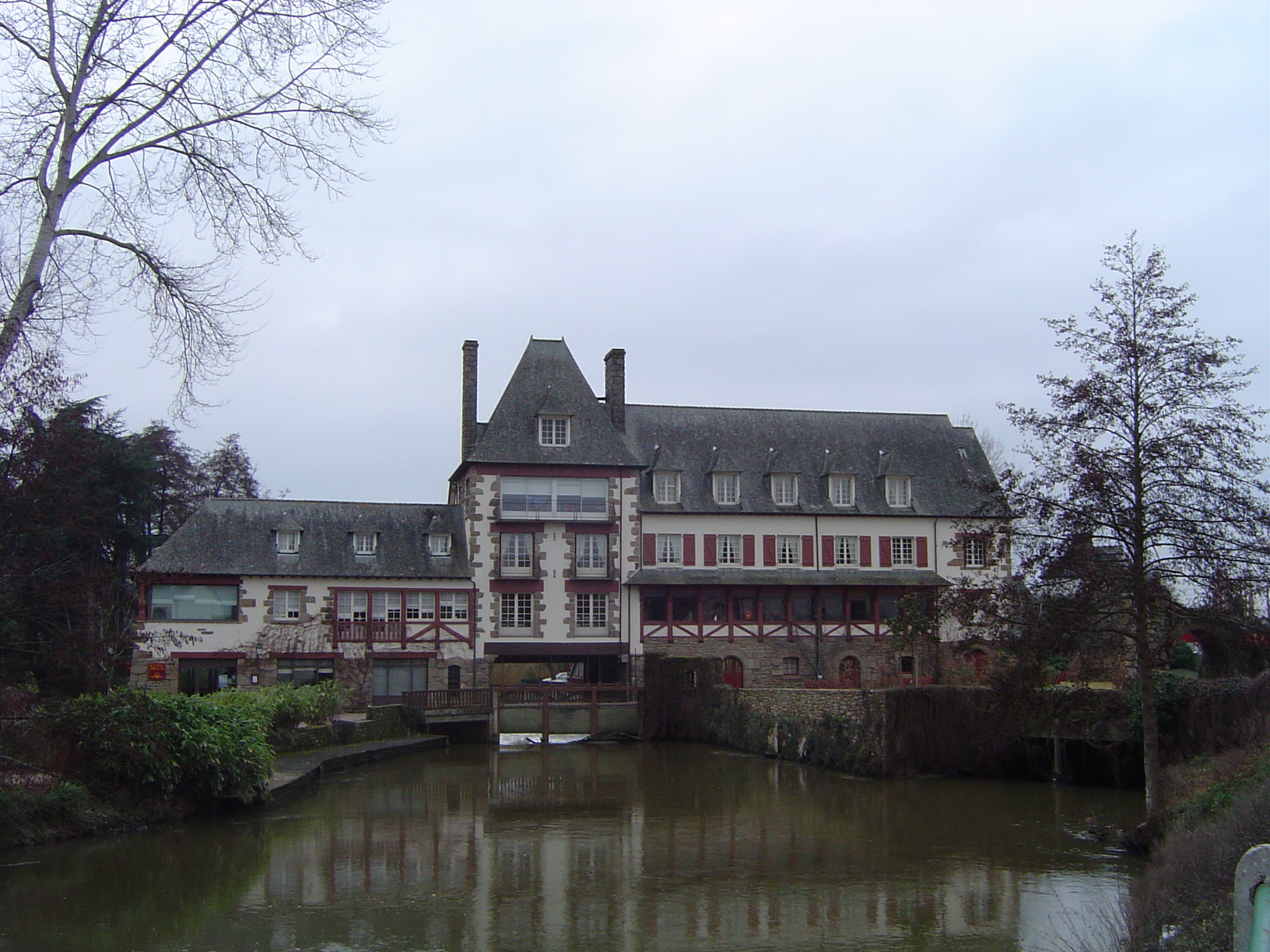
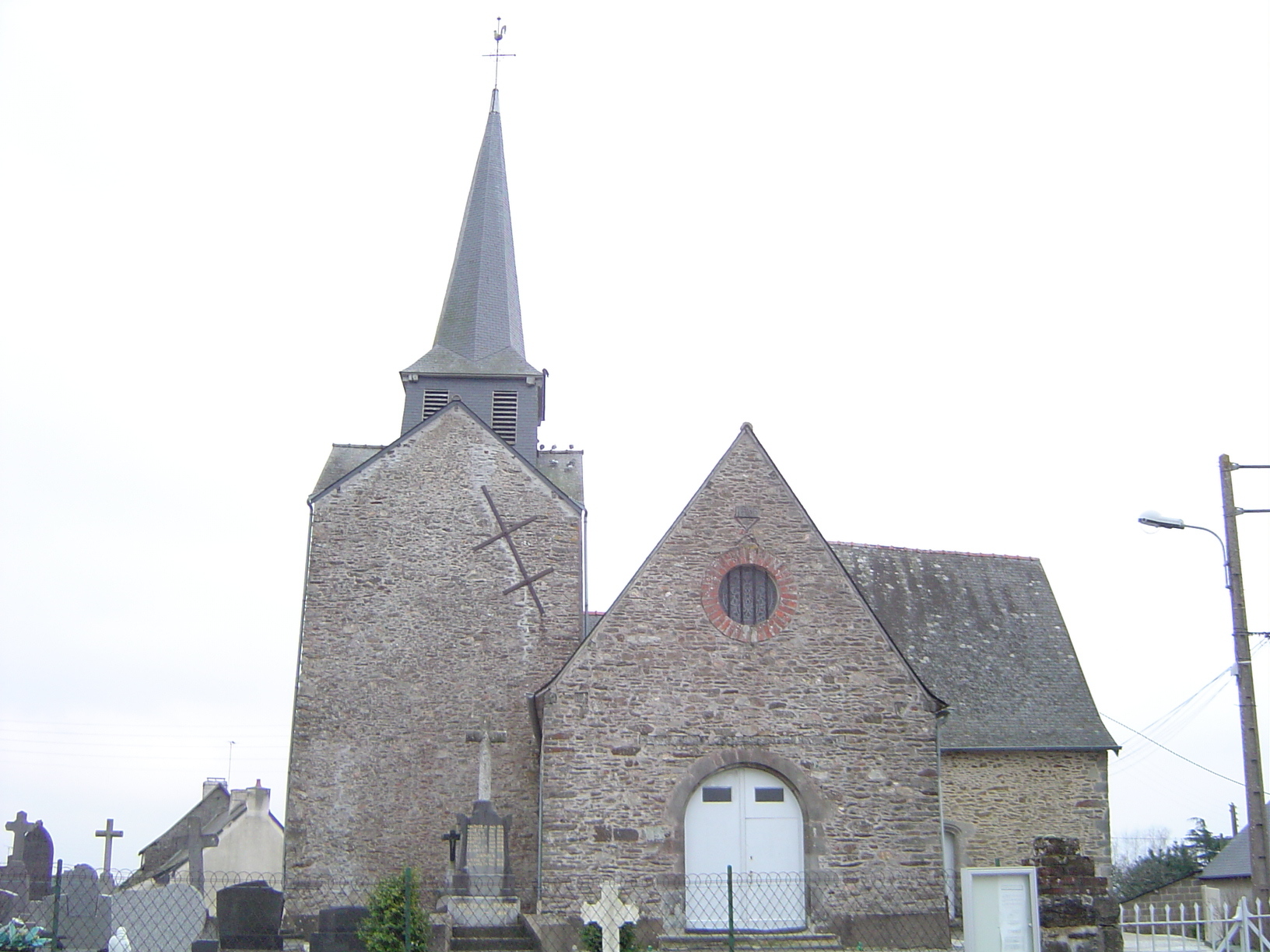

Châteaubourg este o comună în departamentul Ille-et-Vilaine, Franța. În 1 ianuarie 2022 avea o populație de 7.523 de locuitori.